# Leptoglyphus cristatus
Leptoglyphus cristatus is een keversoort uit de familie knotshoutkevers (Bothrideridae). De wetenschappelijke naam van de soort werd in 1885 gepubliceerd door David Sharp.